# Eberhard Ulich

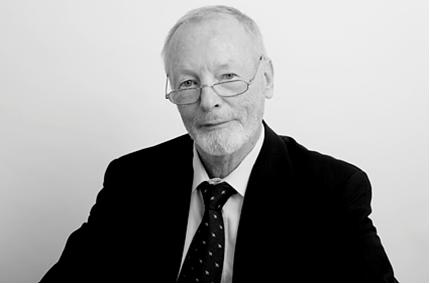
Eberhard Ulich

Eberhard Ulich (* 29. November 1929 in Greifswald; † 11. April 2025 in Zürich) war ein deutscher Arbeitspsychologe. Er war Professor und leitete verschiedene Institutionen. In seiner Arbeit stellte er den arbeitenden Menschen in den Mittelpunkt seiner Tätigkeit.

## Leben und beruflicher Werdegang
Ulich studierte Psychologie mit Diplom 1954 und promovierte 1955 an der Ludwig-Maximilians-Universität München zum Dr. phil. Von 1955 bis 1957 war er Assistent bei Otto Graf am Max-Planck-Institut für Arbeitsphysiologie in Dortmund. Im Jahr 1965 habilitierte er und erhielt die Lehrberechtigung für Angewandte Psychologie an der Fakultät für Maschinenwesen und Elektrotechnik der Technischen Universität München. Von 1967 bis 1969 war er Professor an der Technischen Universität Berlin, wobei er parallel den ersten Lehrstuhl für Psychologie an der Universität Regensburg aufbaute. Im Jahr 1969 wechselte er als Ordinarius für Psychologie an die Deutsche Sporthochschule Köln und wurde Honorarprofessor an der Universität Heidelberg. Von 1972 bis 1997 war er Ordinarius für Arbeits- und Organisationspsychologie an der ETH Zürich, Direktor des Instituts für Arbeitspsychologie und von 1991 bis 1998 zusätzlich Leiter des Zentrums für Integrierte Produktionssysteme der ETH.
Ulich war seit 1997 Seniorpartner des Instituts für Arbeitsforschung und Organisationsberatung (iafob). Von 2000 bis 2004 war er Mitglied der Expertenkommission „Zukunft einer zeitgemässen betrieblichen Gesundheitspolitik“ und bis 2008 wissenschaftlicher Leiter des Europäischen Unternehmensnetzwerks Enterprise for Health. Außerdem war er seit 2003 Präsident der Stiftung Arbeitsforschung.
Ulich lebte in Zürich.

## Forschung und Werk
Kernanliegen von Eberhard Ulichs Forschung und Werk war es, zur menschengerechten Gestaltung von Arbeit beizutragen. Hierzu hatte er das Zusammenspiel von Menschen, Technologien, organisationalen und gesellschaftlichen Bedingungen im Hinblick auf die Erfüllung von Arbeitsaufgaben theoretisch ergründet, empirisch untersucht und durch die Entwicklung von Methoden und Instrumenten gestalterisch umgesetzt.

„Ulichs Arbeit trägt dazu bei, die Einheit unseres Faches (der Arbeitspsychologie, A.d.R.) deutlicher zu machen, zu begreifen, dass Lehren wie auch Heilen Arbeit ist und Gesetzmäßigkeiten dieses Bereiches gehorcht und dass Arbeiten psychisch krank machen oder heilen kann.“

So wurde während seiner Zeit an der ETH Zürich ein Modell zur Entstehung von Arbeitszufriedenheit entwickelt, das durch die differenzierte Betrachtung der Dynamik von individuellen Ansprüchen und betrieblicher Realität Theorie sowie Praxis nachhaltig beeinflusst hat. In den 1980er und 1990er Jahren wurde das von ihm geleitete Institut für Arbeitspsychologie der ETH Zürich vor allem durch den Mensch-Technik-Organisations-Ansatz bekannt, der das CIM-Aktionsprogramm des Bundes, diverse Forschungsinitiativen bundesweit und an der ETH Zürich die Forschung zur arbeitsorientierten Gestaltung automatisierter Produktionssysteme wesentlich geprägt hat.
Zu den konkreten Forschungsfragen, mit denen sich Eberhard Ulich auseinandersetzte, zählten Forschungsprojekte über alternative Arbeitsformen in Industrie und Verwaltung, computerunterstützte Büroarbeit und rechnerunterstützte Produktion, Arbeitszufriedenheit, persönlichkeitsförderliche Arbeitsgestaltung, Zeitstrukturen und Schichtarbeit, beschäftigungswirksame Arbeitszeitmodelle, teamorientierte Entlohnungskonzepte, Arbeitsbedingungen im Gesundheits- und Bildungsbereich oder Gesundheitsmanagement in Unternehmen.
Seit seiner Emeritierung 1997 und als Seniorpartner des von ihm mitbegründeten Instituts für Arbeitsforschung und Organisationsberatung galt Ulichs Hauptarbeit der Umsetzung von Psychologie in der Wirtschaft und im Gesundheits- und Bildungswesen. Diese Umsetzung war von theoretischen Aufarbeitungen in mehreren Büchern begleitet, z. B. in „Unternehmen arbeitspsychologisch bewerten“ (mit Oliver Strohm, 1997), in „Arbeitspsychologie im Krankenhaus“ (2003) oder in „Gesundheitsmanagement im Unternehmen“ (mit Marc Wülser, 7. Auflage, 2018). Sein Standardlehrbuch „Arbeitspsychologie“ erschien 2011 in überarbeiteter und erweiterter 7. Auflage. Eine ausgewählte Bilanz der Arbeit des Instituts für Arbeitsforschung und Organisationsberatung enthält das im Rahmen des 10-jährigen Jubiläums herausgegebene Buch „Unternehmensgestaltung im Spannungsfeld von Stabilität und Wandel“ (2008).
Ulichs Kernanliegen war es, „Psychologie (…) als einen wirkungsstarken wissenschaftlich fundierten Beruf weiter zu entwickeln, der es den Berufsvertretern ermöglicht, ethischen Prinzipien der Gestaltung menschenwürdigen Lebens und Arbeitens als der besseren wirtschaftlichen Option zu folgen“. Eberhard Ulich entwickelte eine wissenschaftlich fundierte Psychologie der Gestaltung des Alltagslebens, zu dem Arbeiten gehört. Dabei ging es ihm nicht in erster Linie um das Bereitstellen neuer Erkenntnisse für den innerwissenschaftlichen Nutzer vom Fach. Ulich ging weiter, er suchte Erkenntnisse, Vorgehensweisen und Konzeptionen, um sich einzumischen, um mitzuwirken am menschengerechten Gestalten von Lebens- und Arbeitsumständen.

## Ehrungen
- Dr. rer. nat. h. c. Technische Universität Dresden (1995)[11]
- Honorarprofessor Universität Potsdam
- Beratender Professor Tongji-Universität, Shanghai
- Ehrenpräsident der Schweizerischen Gesellschaft für Arbeits- und Organisationspsychologie
- Ehrenmedaille und Ehrenmitglied der Gesellschaft für Arbeitswissenschaft
- Hugo-Münsterberg-Medaille des Berufsverbandes Deutscher Psychologen[12]

## Schriften
- Hauptwerk: Arbeitspsychologie (7. überarbeitete Auflage 2011), Zürich: vdf Hochschulverlag / Stuttgart: Schäffer Poeschel, ISBN 978-3-7910-3049-4, ISBN 978-3-7281-3370-0

### Herausgeberschaften
- Schriften zur Arbeitspsychologie (Bern: Huber)
- Schriftenreihe „Mensch – Technik – Organisation“ (Zürich: vdf Hochschulverlag) mit Werken wie Unternehmen arbeitspsychologisch bewerten (Bd. 10, 1997) und Beschäftigungswirksame Arbeitszeitmodelle (Bd. 29, 2001)
- Mitherausgeber: Psychosozial

### Editorial Boards
- The European Journal of Work and Organizational Psychology
- International Journal of Human Factors in Manufacturing
- Zeitschrift für Arbeitswissenschaft
- Zeitschrift für Arbeits- und Organisationspsychologie